# Matteo Bragadin
Matteo (Mattio III° giusta Genealogie Barbaro) Bragadin (Venezia, 18 ottobre 1680 – Venezia, 1777) è stato un politico italiano della repubblica di Venezia.

## Biografia
Figlio maggiore di Andrea Bragadin, apparteneva a una famiglia di origine dalmata, una delle quattro famiglie cosiddette evangeliche (Bembo, Bragadin, Corner, Giustinian) di più antica nobiltà di Venezia. Insieme al fratello maggiore Daniele (1682-1755, Procuratore di S.Marco nel 1735) ereditò le fortune della famiglia e ne fu l'ultimo discendente.

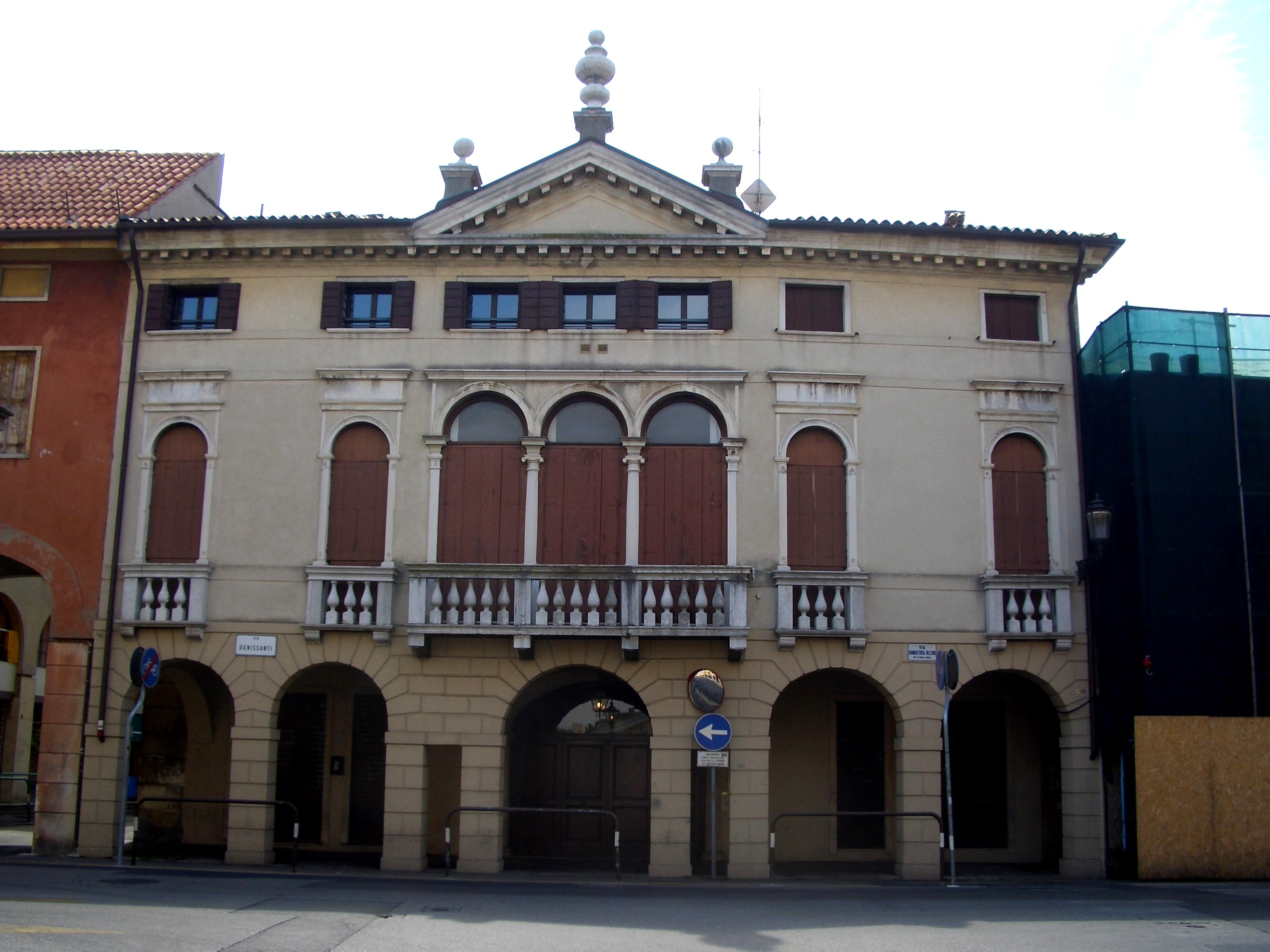
Palazzo Bragadin a Padova

Fu senatore della Repubblica e membro del Minor Consiglio che era composto di sei membri, uno per ogni sestiere. In quest'ultima qualità fu anche designato Inquisitore di Stato, in quanto uno dei sei consiglieri veniva destinato a ricoprire tale carica e veniva denominato Inquisitore rosso.
Nel 1735 fu accusato davanti al Consiglio dei Dieci, dal fratello maggiore,  di aver tentato di ucciderlo col veleno ma venne prosciolto dopo una lunga indagine durata otto mesi.
Uomo molto pio, ma incuriosito dalle arti magiche, insieme ai nobili Marco Dandolo e Marco Barbaro fu uno dei protettori dell'avventuriero Giacomo Casanova. L'incontro fra i due avvenne il 29 aprile 1746, durante una festa di nozze a palazzo Soranzo di San Polo, a causa di un malore che aveva colpito il Bragadin: fu infatti Casanova a riaccompagnarlo a casa ed a curarlo, a dispetto delle indicazioni del medico di fiducia del Bragadin, tale Ludovico Ferro, che sembra ne avesse peggiorato le condizioni con medicamenti inappropriati. Essendosi in seguito ristabilito, il nobiluomo si convinse di essere stato salvato dal tempestivo intervento del Casanova e di dovergli la vita.
In seguito, fu la cabala a cementare il rapporto fra il pio devoto ed il sanguigno avventuriero. La relazione fra i tre nobili e Casanova suscitò uno scandalo fra i benpensanti, che accusavano il Casanova di carpire la buona fede del Bragadin attraverso pratiche magiche. Rimangono numerose riferte (rapporti delle spie degli Inquisitori di Stato) che documentano quanto i magistrati seguissero con preoccupazione la vicenda che con ogni probabilità fu uno dei motivi dell'arresto e della carcerazione del Casanova.
Bragadin era legato a Casanova da sincero affetto e gratitudine, lo protesse e consigliò sempre come poté. Malgrado le sue scarse risorse cercò di provvedere fino alla morte al suo mantenimento, spesso privandosi del necessario. Casanova lo ricorda nelle Memorie con grande rimpianto e gratitudine ed è naturale immaginare che il patrizio di gran nome abbia costituito nell'animo dell'avventuriero quella figura di riferimento, paterna e ideale, che gli era mancata nella vita, essendo rimasto orfano di padre in giovane età.